# 多诺拉事件
多诺拉事件也称多诺拉烟雾事件是1948年10月发生在在美国宾夕法尼亚州多诺拉的一起严重的大气污染事件。是一起以二氧化硫及其氧化产物等多种污染物综合形成的污染事件。事件导致20余人在一周内死亡，近6000人（约占当地居民的43％）感到不适。多诺拉事件被认为是“美国历史上最严重的空气污染灾难之一”。

## 背景

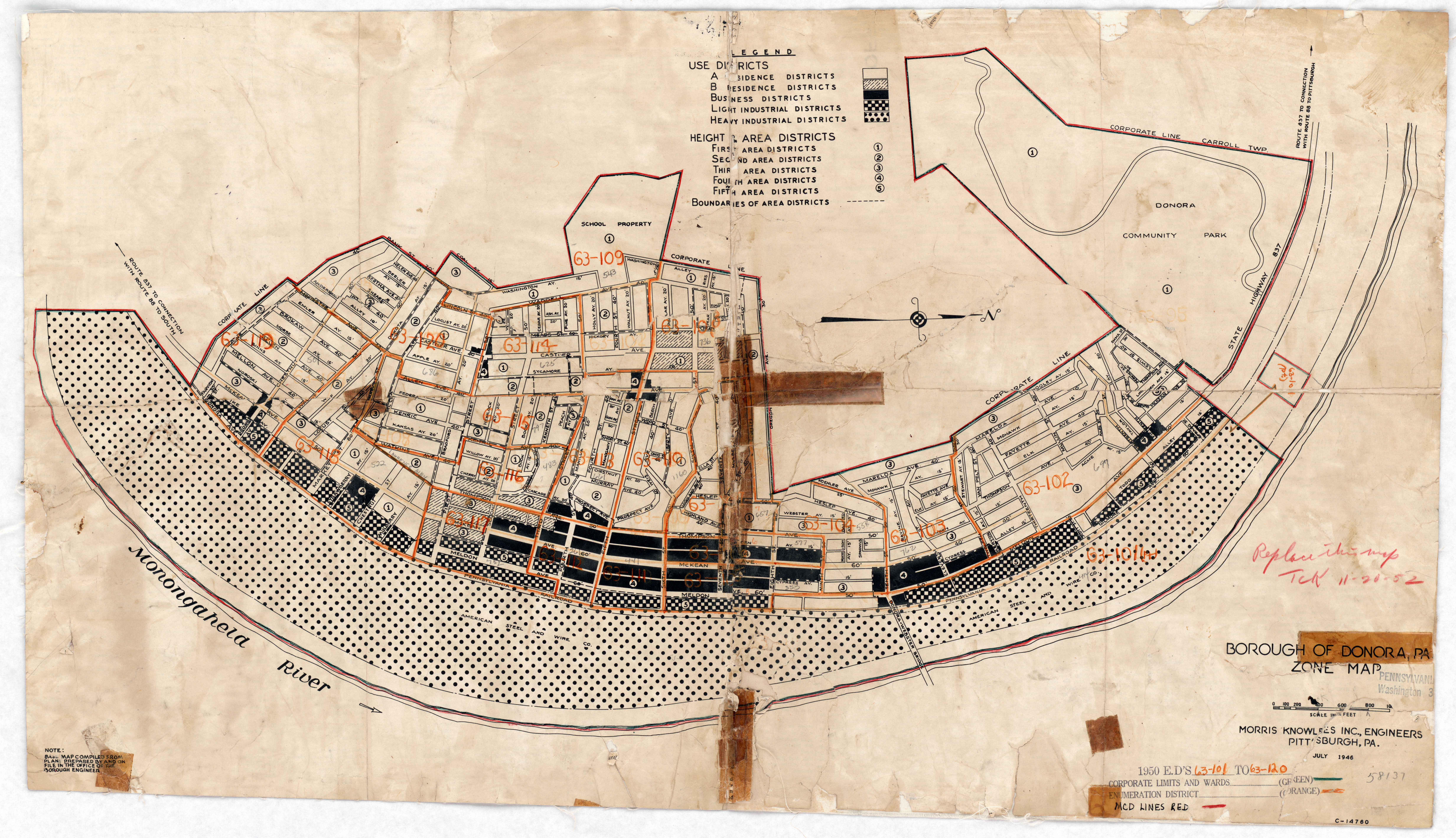
1950年多诺拉地图

多诺拉坐落在莫农加希拉河的一个马蹄形转弯处的内侧，向北距离匹兹堡30英里（将近50公里）。多诺拉与河对面韦伯斯特（Webster）都背靠着超过400英尺（120米）的山丘，这让莫农加希拉河在此处形成了一个狭长的低洼地带，多诺拉便在其中。
在1898年，美國钢铁商人威廉·唐纳（William H. Donner）与金融家安德鲁·梅隆组建了联合进步公司（Union Improvement Company）。他们看中此处的水陆交通、铁路交通的便捷以及毗邻匹兹堡的地理优势，在这里建设了一座工业城镇，并以威廉的姓和安德鲁的妻子诺拉·麦克马伦·梅隆（Nora McMullen Mellon）的名的组合命名这个新小镇为多诺拉（Donora）。联合进步公司在这建立的钢铁厂吸引了大量人口落户于此，到了污染事件发生时，当地人口数量达到了大约130,000。随后联合进步公司在此地又开办了钢丝厂，为了维持钢铁厂和钢丝厂的开工需要，每天需要450吨铁矿石、400吨焦炭、60吨石灰石和60吨辅料，炼铁会产生大量的废气和烟尘，而淬火过程也会产生大量废水。
1915年，为了解决镀锌的问题，该地又建立了造锌工厂，工厂使用的是烧煤卧式炉，而非排烟较少不产生含锌毒气的电炉。三大工厂24小时不间断运作，使得所有多诺拉的小山谷中不断产生大量烟尘和污染的空气。雾经常在春秋季袭扰多诺拉，不过通常会持续一天左右，直到有风的形成将雾吹散。曾有报告说，锌厂下风的山坡上，锌厂的排放物导致印第安人墓地中的尸骨被污染，周围的草地也因此开始枯萎。

## 经过
事件发生时，多诺拉的工厂由美国钢铁公司子公司美国炼钢与钢丝厂（The American Steel and Wire Company）负责运营。
1948年10月26日，烟雾开始笼罩多诺拉，不过对于多诺拉的居民来说烟雾并不陌生。此时正值一年一度的万圣节，10月29日下午万圣节游行照常举行，烟雾反而增加了恐怖的气氛。
10月30日凌晨当地几名医生的办公室电话逐渐开始频繁的响起，都是关于呼吸困难、咳嗽、胸痛的报告。随着患者人数的不断增多，救护车和消防車逐渐忙碌起来，美國退伍軍人協會等民间组织也参与协助将病人送往医院。当地医院逐渐人满为患，即便加了床也很难容得下更多的病患。消防员开始为当地居民提供氧气。随着烟雾变浓，道路因为浓雾甚至无法横穿。凌晨2点出现了第一个死亡病例。然而多诺拉巨龙队与莫农格希拉镇野猫队的橄榄球比赛在当天早上如期进行，虽然有观众观看了这次比赛，但由于浓雾往往看不清球在哪。此时更多的患者被送往附近的医院、多诺拉消防隊、当地美国红十字会以及其他能够帮助患者的组织。另外，直到当天中午美国红十字会执行董事科拉·弗农夫人（Cora Vernon）才将打给医生办公室的电话线路与市政厅建立的急救中心电话线路设置接通。
10月30日当天有17人死亡，在对这些尸体进行解刨后发现死者肺部都有受到急性刺激所发生的变化，像是肺部血管扩张出血、水肿、支气管炎等。
10月31日凌晨3点，美国炼钢与钢丝厂的负责人韦瑟弗（L. J. Westhaver）、法律总顾问罗杰·布劳（Roger Blough）、锌厂厂长迈克尔·尼尔（Michael Neale）等经营者及镇政府官员召开会议，决定停止锌厂的运营以协助对抗烟雾。这一天一场大雨将笼罩多诺拉地区六天的烟雾洗刷干净，烟雾事件结束。
烟雾的散去并没有降低患者们的健康风险，依然有人在烟雾散去之后死亡，这其中就包括未来的美国职棒大联盟最有价值球员斯坦·穆休的父亲卢卡斯·穆休（Lukasz Musial）。

## 结果调查及后续研究

### 结果
烟雾事件之后，出现过一些反对锌厂的声音，多诺拉对岸的韦伯斯特有一位名叫亚伯·塞拉皮诺（Abe Celapino）的农场主，他家的牛和鸡在这次事件中死亡。于是他联合《莫内森独立日报（The Monessen Daily Independent）》要求锌厂搬迁。多诺拉自治镇议会中唯一的非工厂雇员的比尔·罗根斯（Bill Rongaus）医生指出此次事件应由锌厂负责，然而遭到了其他人的反对。灾害发生之后的一段时间，多诺拉的居民的生活水平都没有完全恢复到灾害到来之前的水平。但烟雾事件引起了全美国人的关注，一些地方和州开始了污染控制法案的制定与执行。此次事件也促成了美国国家环境保护局制定并执行联邦法律1970年《清洁空气法》。这项法案直接限制了来自工业的排放。
1951年4月17日，美国炼钢与钢丝厂在涉及的130件损害诉讼中达成庭外和解。烟雾事件导致死亡和患病居民的诉讼要求美国钢铁与钢丝公司赔偿4,643,000美元，最终仅赔偿235,000美元。在确认和解声明中，该公司不承担烟雾事件所造成伤害的责任。公司在当地的运营经理认为，导致烟雾公害发生的原因是极端恶劣的天气，认为这是“上帝的作为（an act of God）”。异常天气使得所有来自房屋、铁路、汽船、汽车尾气以及工厂废气都积聚在多诺拉的上空所以才会导致人死亡。灾难发生一年后，该地区住宅物业的总价值下降了近10%。调查结束后，当地卫生官员向賓夕法尼亞州衛生部提出要重新开工。直到1966年，美国钢铁公司关闭了该地区的炼铁厂和炼锌厂。

### 调查及研究
官方调查
灾害发生后，关于谁可以客观公正的调查此次事件曾引起很多争论，当地部门曾表示如果州政府无法找到灾害的原因，多诺拉当地政府则会出资进行调查。最终在多诺拉、美国鋼鐵工人聯合會、宾夕法尼亚州以及美国炼钢与钢丝厂的共同要求下，美國公共衛生局介入了此次调查。由美國公共衛生局环境调查处处长施伦克（H. H. Schrenk）带领的25人团队前往多诺拉进行调查。调查方式包括逐户调查，尸检，兽医调查，空气污染监测以及天气状况分析等。
1949年，美國公共衛生局发布初步报告，报告结论认为是三个主要因素导致了灾害发生：
- 第一个主要因素为美国钢铁厂和锌厂的排放污染为主，结合当地居民生活污染及水路交通污染。调查组考虑了氟化物，氯化物，氮氧化物，硫化氢，氧化镉和二氧化硫及其氧化产物等污染物，这些污染物在单一情况下不会出现观察到的综合症，但是如果将它们两种或多种组合可能会导致综合症的发生。另外这些污染物可附着在懸浮微粒表面上，然后进入人体呼吸系统内，从而增强污染物的作用。
- 第二个因素为天气系统异常。10月26日到27日，多诺拉上空形成逆温层，空气垂直移动非常缓慢。冷锋进入后因为风力很小，冷空气被困在逆温层之下。
- 加之第三个因素多诺拉的地形独特，河谷两岸是山丘而多诺拉又处在马蹄形弯道内。这致使烟雾无法从四周散去，被困在人类生活高度六天的时间。

烟雾最终导致21人死亡，其中17人在10月30日也就是烟雾聚集的第三天死亡，2人在一天后死亡，另外2人在一周后死亡，约占当地人口43%的5900人受到了烟雾影响，其中15.5%的人受到严重影响，16.8%受到中度影响，10.4%受到轻微影响。超过60%的受影响的调查者超过65岁。第一次死亡的17人的年纪处在52岁和84岁之间，平均65岁，且患有心脏病或呼吸系统疾病。锌厂的排放物几乎杀光了该厂半英里（400多米）内的植物，动物也在此次事件中受到伤害。
然而此次调查一直为人诟病，初步报告完成后并没有发表最终报告使得调查存在一些空白。1950年，《美国公共卫生杂志》曾发表过文章称美國公共衛生局在此次调查中有研究空白，如包括低暴露水平的空气污染对公众健康的持续威胁。同年的另一份杂志《新英格蘭醫學雜誌》认为美國公共衛生局错过了一次能够对长期污染和严重急性事件的健康影响作出更详细调查的机会。
克拉伦斯·米尔斯的调查
辛辛那提大学的实验医学教授克拉伦斯·米尔斯（Clarence Mills）曾对该事件进行过独立研究。克拉伦斯·米尔斯的初步调查结果认为如果如果空气中的浓度高一些或时间长一些，整个多诺拉可能会没有生命的存在。克拉伦斯·米尔斯认为接受调查的当地人中4459人声称没有受到烟雾事件影响，很多人其实已经被影响了，但因为害怕丢了工作所以没说实话。时任卫生委员会主席查尔斯·斯泰西（ Charles M. Stacey）反驳了克拉伦斯·米尔斯的说法，认为即便烟雾持续时间变长，也仅会导致死亡变多而非所有人死亡。并认为工会能够保护当地居民，居民不会说谎。1950年，克拉伦斯在《科学》杂志发表的关于这次事件的结论认为烟雾对多诺拉居民个体很可能会产生长期影响。

### 后续研究
1959年和1961年，匹兹堡大学的学者对经历过多诺拉事件的幸存者在癌症及心血管疾病导致的死亡数量方面进行过长时间的统计和分析，认为多诺拉事件的幸存者的心脏病和呼吸系统疾病如哮喘、肺炎或支气管炎的致死人数在事后十年间远高于预期，多诺拉的癌症死亡率比同样在匹兹堡附近的阿森纳（Arsenal）显著更高。2014年，以匹兹堡大学研究学者为首的调查团对多诺拉下游的马克勒湖（Markle Lake）的沉积物和来源进行分析，认为沉积物中痕量金属鎘与鉛主要来自于多诺拉锌厂的排放。但发现其中鎘与鉛并未像预期的随着多诺拉锌厂的关闭以及《清洁空气法》的颁布而减少，反而一直保持在较高水平。这种结果可能是因为1952年杜肯照明公司（Duquesne Light Co.）在多诺拉建设了一座燃煤電站造成的。该电站成为当地主要的长期污染源直到2012年关闭。上海大学的学者从管理学角度将多诺拉烟雾事件作为典型，对事件美国工业卫星城市环境问题进行探究。学者认为卫星城市所面临的环境问题主要是内部缺乏要求环境治理的力量，而外部也缺少权威机构的监督管理，从而导致诸如多诺拉烟雾事件等事件的发生。也有研究表示，1930年马斯河谷事件的发生是对各界强烈警告，但多诺拉无视之前的事件的教训，并没有实施烟尘控制措施，导致了这次事件的发生。
玛丽·阿姆杜尔（Mary Amdur）曾在美国冶炼和精炼公司的资助下加入了爵阁（Drinker）教授的团队，对多诺拉事件中的硫酸和二氧化硫及其他硫的氧化物进行调查和研究。美国冶炼和精炼公司希望证明硫酸在多诺拉事件中的影响仅排在次要地位，而且与死亡没有任何关系。1953年7月，玛丽和她的丈夫在一个周末购买了豚鼠进行了早期实验，实验证明在硫酸和二氧化硫中呼吸都会产生剧烈的短期影响。12月，玛丽将实验数据及对呼吸、体重和肺部产生巨大影响的结论提交至美国科学促进会，并未遭到异议或负面制裁。然而这个发现使得美国冶炼和精炼公司非常失望和沮丧。1954年4月的美国工业卫生协会的年会上，她将自己撰写的一篇关于硫酸对志愿者身体影响与1948年烟雾事件相似水平的譴責性论文提交。这样的举动导致她在会议场所的电梯里被两个歹徒袭击并威胁。当她从会议返回后，拿到美国冶炼和精炼公司资金支持的爵阁教授要求玛丽撤回提交的论文并推迟在《柳叶刀》上的发表。当玛丽拒绝后，她失去了在爵阁团队工作的位置，而她的论文也未曾在《柳叶刀》上发表。

## 纪念

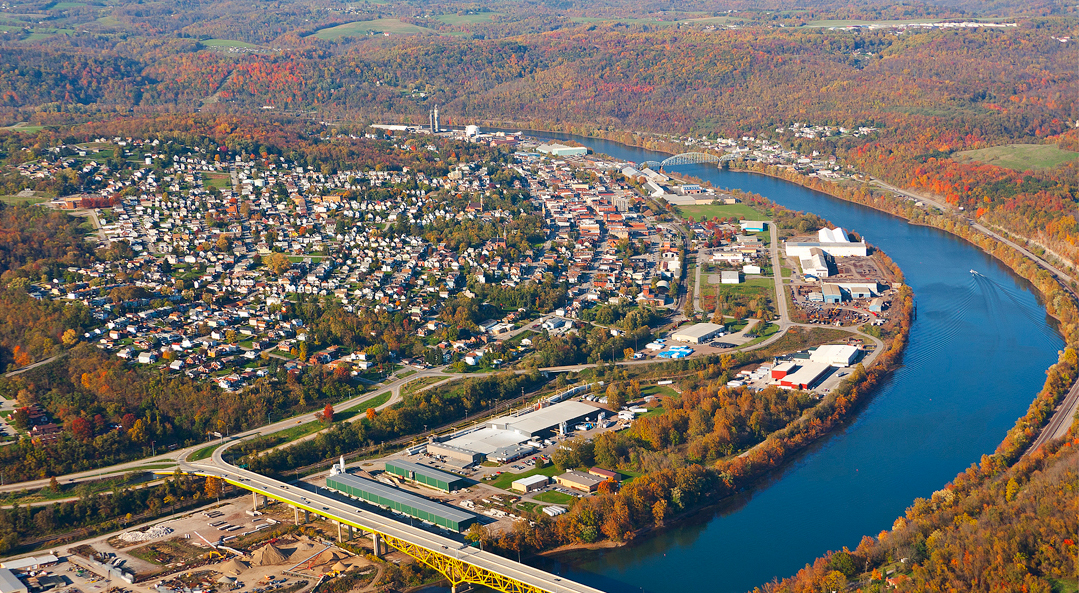
2012年的多诺拉

### 历史标记和博物馆
1995年，多诺拉的居民贾斯汀·肖利（Justin Shawley）在对烟雾事件进行研究后，向賓夕法尼亞州歷史和博物館委員會提出设立关于纪念此次事件的历史标记并获得通过。1998年10月28日在多诺拉公共图书馆举行了纪念多诺拉烟雾事件50周年的活动，并在活动中将历史标记放置在了图书馆旁的空地之上。2008年10月，在纪念烟雾事件60周年的同时，多诺拉烟雾事件博物馆对外开放。“洁净的空气从这里开始”是博物馆的口号，博物馆收藏包括40年代的航拍照片在内的文物，以及记载了事件发生时的故事，例如从第一次世界大战中退役来到钢厂工作的退伍军人的故事。

### 文学作品及传媒的影响
1950年9月，《纽约客》刊登了医学作家伯顿·鲁埃希（Berton Roueché）撰写的关于多诺拉烟雾事件的报道《雾（the Fog）》。同年，《雾》和他的另一篇文章《一只来自新泽西的猪（A Pig From New Jersey）》一起获得了1950年的拉斯克奖。另外，《雾》后来被收入到他的小说《十一个蓝人（Eleven Blue Men）》之中。2002年，德夫拉·戴维斯（Devra Davis）的著作《当烟雾像水一样奔跑时：环境欺骗和与污染斗争的故事（When Smoke Ran Like Water: Tales Of Environmental Deception And The Battle Against Pollution）》首次出版，书中记述了作为流行病学家的她与环境污染所做的斗争的故事，其中就包括因为多诺拉烟雾事件导致健康受损的幸存者的故事，此书最后入围2002年美国全国非小说类图书奖。
2009年，安德鲁·迈埃塔（Andrew Maietta）和珍妮特·惠特尼（Janet Whitney）等人拍摄的纪录片《蓝天的谣言（Rumor of blue sky）》播出，纪录片通过25位事件亲历者的回忆转述了这次悲剧。2013年，多诺拉烟雾事件作为美国天气频道所推出的《改变世界的天气（Weather That Changed the World）》系列纪录片的第三集以《宾夕法尼亚州的致命烟雾（Pennsylvania's Fatal Smog）》为名播出。2014年9月13日，C-SPAN转播了在亨氏历史中心进行的主题为“多诺拉与1948年的空气质量危机（Donora and the 1948 Air Quality Crisis）”的演讲。